# Psittirostre de Nihoa
Telespiza ultima
Espèce
Statut de conservation UICN

 CR  : 
En danger critique
Le Psittirostre de Nihoa (Telespiza ultima) est une espèce d'oiseaux de la famille des Fringillidae.

## Systématique
Le nom scientifique complet (avec auteur) de ce taxon est Telespiza ultima Bryan, 1917.
Ce taxon porte en français le nom vernaculaire ou normalisé suivant : Psittirostre de Nihoa.
Telespiza ultima a pour synonymes :
- Psittirostra ultima (Bryan, 1917)
- Telespyza ultima Bryan, 1917
- Telespyza ultima subsp. ultima

## Distribution
L’espèce est endémique de l’île Nihoa. La population introduite en 1967 sur le banc de la Frégate française situé à 400 km à l’ouest de Nihoa, à des fins de conservation, n’a pas survécu au-delà de 1984. Des os fossilisés trouvés à Molokai montrent que l’espèce était plus largement répartie dans les temps préhistoriques (James & Olson 1991).
Habitat
Le psittirostre de Nihoa est inféodé à la végétation d’arbrisseaux dominée par Chenopodium oahuense chénopodiacée, Solanum nelsonii solanacée, Sida fallax malvacée et Eragrostis variabilis poacée (Pratt 2010).
Alimentation
Elle est similaire à celle du psittirostre de Laysan, se distinguant seulement par le fait que certaines plantes existent à Nihoa et pas à Laysan et vice versa. Elle consiste en feuilles, fleurs, fruits et graines de Chenopodium oahuense, Portulaca vilosa portulacacée, Sida fallax malvacée, Sesbania tomentosa fabacée, Panicum torridum et Eragrostis variabilis poacées (Pratt 2005).
Comportement alimentaire
La façon du psittirostre de Nihoa de décortiquer les gousses de Sesbania tomentosa rappelle celle du psittirostre palila avec les fruits du mamane, une autre fabacée. Comme le psittirostre de Laysan, celui de Nihoa a appris à suivre les hommes à travers les colonies d’oiseaux marins pour s’attaquer aux oeufs ainsi exposés mais il ne peut briser que les plus petits (Pratt 2005).
Peter Oboyski, entomologiste à l’université de Berkeley en Californie, rapporte que des psittirostres de Nihoa s’étaient mis à le suivre quand il explorait un secteur de l’île occupé par des oiseaux marins en train de nidifier. Il réalisa ensuite que les psittirostres le suivaient parce qu’il faisait fuir les femelles hors de leur nid. Une fois les oeufs à découvert, les psittirostres pouvaient ensuite chercher à les briser. Mais les oiseaux marins s’envolaient sur une très courte distance et revenaient vite à leur nid, protégeant bien leurs oeufs la plupart du temps (P. Oboyski in litt. Ottaviani 2020).
Nidification
Le psittiroste de Nihoa place son nid dans une cavité de rocher ou un amas de pierres, le mâle défendant ce petit site dans un rayon de trois-quatre mètres autour du nid (Conant 1983). Le nid  consiste en une coupe lâche et étalée de tiges et de brins d’herbes associés à des plumes d’oiseaux marins comme des fous ou des frégates (Richardson 1954, Sincock & Kridler 1977). La ponte comporte de deux à cinq oeufs (le plus souvent deux) blanchâtres avec de petites taches brunes concentrées au gros pôle (Pratt 2005, 2010, Ottaviani 2020).
Statut, conservation
L’espèce est maintenant répertoriée en « danger critique » car elle est confinée sur une petite île où ses effectifs fluctuent beaucoup, probablement selon les conditions climatiques. Il suffirait d’un cyclone dévastateur, d’une intense sécheresse, de l’introduction accidentelle d’un mammifère prédateur, d’un moustique vecteur d’une maladie aviaire ou d’une plante exotique invasive pour qu’elle disparaisse à tout jamais (BirdLife International 2015). La population de Molokai, éteinte depuis la colonisation de l’île par les Polynésiens, semble avoir disparu à la suite de l'introduction de prédateurs mammaliens et à la dégradation de l’habitat. Les effectifs ont beaucoup fluctué dans le temps, passant de 6686 individus en 1968 à 946 en 1987, et à 2807 spécimens lors du dernier comptage de 2007 (BirdLife International 2015). Pratt et al. (2009) ajoutent que les 40 ha d’habitat peuvent contenir 3000 oiseaux avec une population estimée en 1996 entre 455 et 2362 individus.
Menaces
L’introduction sur Nihoa du criquet Schistocerca nitens avec ses pullulations périodiques causant une importante défoliation de la couverture végétale est considérée comme une réelle menace. La présence de la plante invasive Cenchrus echinatus a été constatée récemment en 2012. Elle peut représenter une menace en réduisant la qualité de l’habitat (BirdLife International 2015).
Mesures de conservation
Comme Laysan, Nihoa bénéficie de la protection gouvernementale de l’Hawaiian Islands National Wildlife Refuge et du Monument National Marin de Papahanaumokuakea. L’échec de l’introduction sur le banc de la Frégate française semble lié à l’absence d’emplacements appropriés pour les nids, Amerson (1971) ayant observé des oiseaux obligés de nicher dans des cavités de blocs de béton. D’autres plans d’introduction sont actuellement à l’étude. Les îles du Nord-Ouest recèlent des emplacements préférables pour les biologistes mais la présence de maladies aviaires sur les principales îles Hawaï empêche tout programme de lâchers. Les atolls de Kure et de Midway semblent présenter les meilleures garanties pour une telle introduction, après l’éradication des souris et des moustiques sur Midway (BirdLife International 2015).
Pratt et al. (2009) craignent qu’un transfert de population sur les autres îles voisines soit voué à l’échec car l’espèce niche généralement dans des cavités de rochers à Nihoa alors que les îles du Nord-Ouest sont plates et sableuses. Au préalable, une expérience doit être tentée pour voir si les psittirostres de Nihoa acceptent les nichoirs. Une introduction sur des îlots rocheux, comme celui de Lehua (1,15 km²) situé au nord de Niihau, serait plus appropriée pour les sites de nidification mais ils ne sont pas hors d’atteinte des moustiques porteurs de maladies. Malgré ce risque, un essai d’introduction est envisageable. 
Bibliographie
- James, H. F. & Olson, S. L. (1991). Descriptions of thirty-two new species of birds from the Hawaiian Islands: part II, Passeriformes. Ornithol. Monogr. N° 46.
- Ottaviani, M. (2020). Monographie des Fringilles - les drépanis des îles Hawaï (carduélinés, drépanini) - Histoire naturelle et photographies. Volume 4, 408 pages. Editions Prin, France.
- Pratt, H. D. (2005). The Hawaiian Honeycreepers. Oxford University Press, New York.
- Pratt, H. D. (2010). Family Drepanididae (Hawaiian Honeycreepers). In del Hoyo, J., Elliott, A. & Christie, D. Handbook of the Birds of the World. Weavers to New World Warblers. Volume 15. pp. 618-659. Lynx Edicions, Barcelona.
- Pratt, T. K., Atkinson, C. T., Banko, P. C., Jacobi, J. D. & Woodworth, B. L. eds. (2009). Conservation Biology of Hawaiian Forest Birds: Implications for Island Avifauna. Yale University Press, New Haven & London. 708 p.